# Bruno Sammartino
Bruno Sammartino (ur. 6 października 1935 w Pizzoferrato, zm. 18 kwietnia 2018 w Pittsburgh) – włoski wrestler znany głównie z występów w organizacji World Wide Wrestling Federation. Posiadał główne mistrzostwo tej organizacji najdłużej w historii, w latach 1963–1971 i 1973–1977.  

## Młodość
Urodził się 6 października 1935 w miejscowości Pizzoferrato w regionie Abruzja we Włoszech. Jego brat i siostra umarli kiedy był dzieckiem.
W czasie II wojny światowej wojska III Rzeszy Niemieckiej okupowały miasto, w którym mieszkał, więc ukrywał się w miejscowości Rocca San Felice. W wieku 15 lat przeprowadził się do Stanów Zjednoczonych i zamieszkał u ojca w Pittsburgh w stanie Pensylwania. Tam zaczął ćwiczyć siłę i kondycję fizyczną w stowarzyszeniu Young Men’s Hebrew Association.

## Kariera wrestlerska
Trenował wrestlerów: Johnny’ego Valianta, Larry’ego Zbyszko i Sylvano Sousę.

### Capitol Wrestling Corporation (1959–1963)
Po tym jak w 1959 pobił rekord w wyciskaniu na ławce 565 funtów (256 kilogramów) skontaktował się z nim promotor wrestlingu Vincent James McMahon. Wkrótce Bruno Sammartino debiutował w organizacji Capitol Wrestling Corporation.

### World Wide Wrestling Federation (1963–1979)

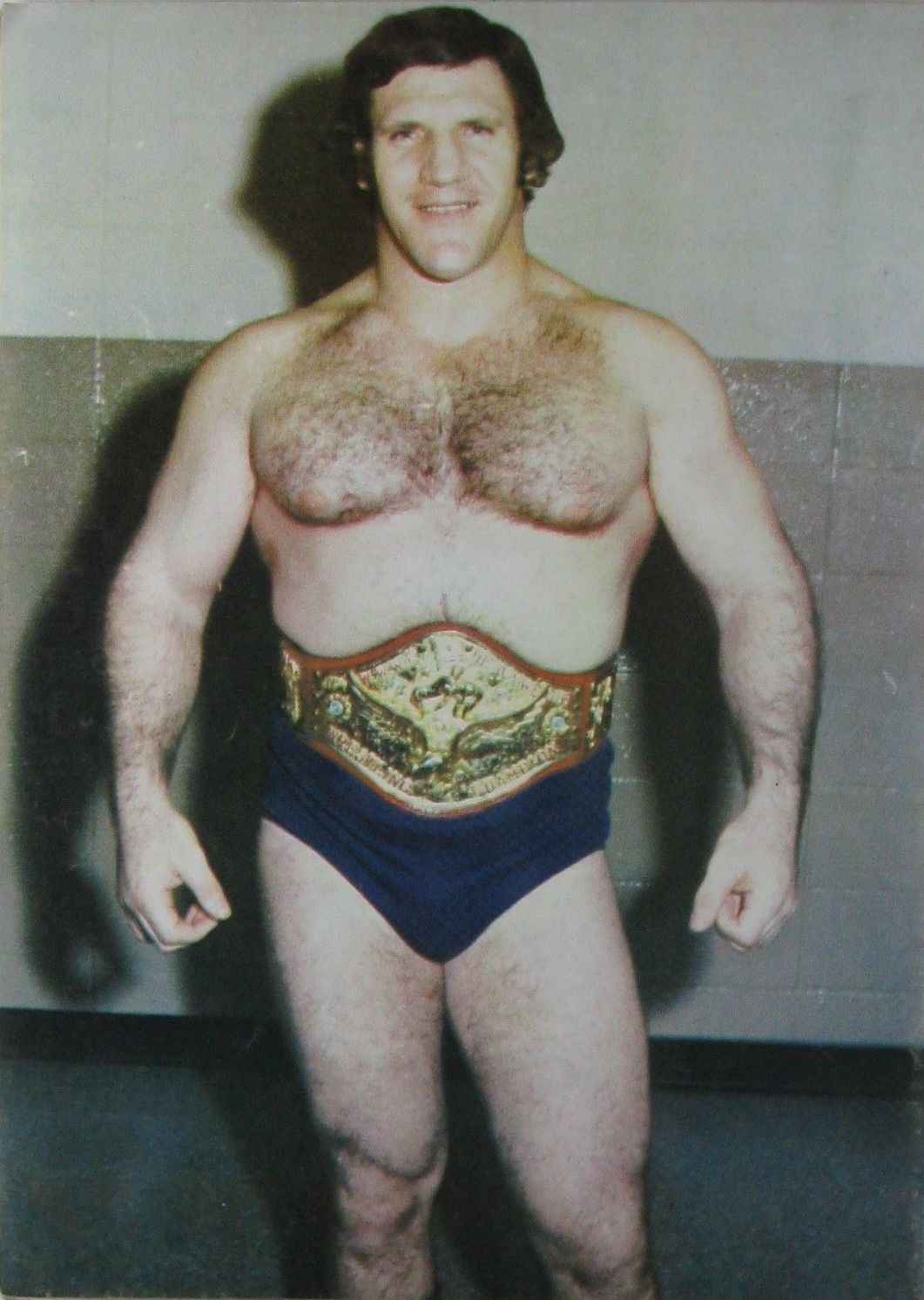
Bruno Sammartino w 1967 roku

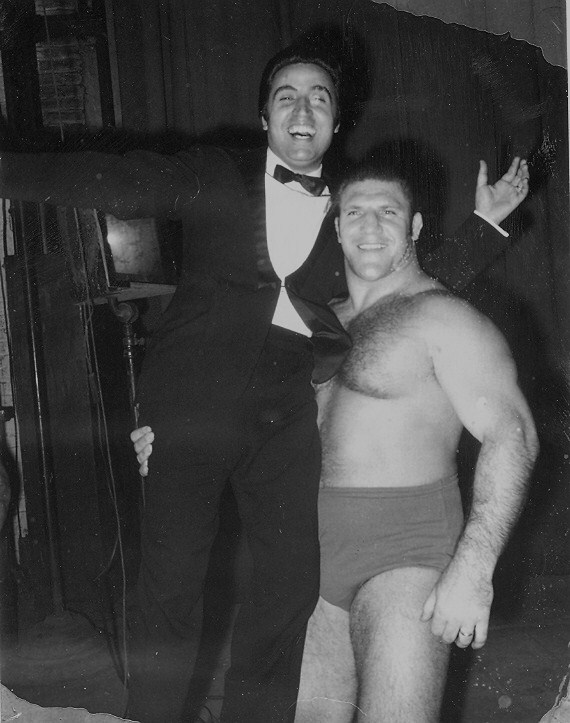
Bruno Sammartino podnoszący włoskiego piosenkarza i aktora, Mario Trevi

W 1963 Capitol Wrestling Corporation wypowiedziało na kilka lat członkostwo lidze NWA i zmieniło nazwę na World Wide Wrestling Federation (WWWF).
17 maja 1963 Bruno Sammartino pokonał Buddy’ego Rogersa w 48 sekund i odebrał mu główne mistrzostwo WWWF, zostając drugim w historii mistrzem WWWF Heavyweight. Zdobyty pas posiadał prawie osiem lat, co jest najdłuższym panowaniem mistrzowskim w historii tytułu. O WWWF Heavyweight Championship rywalizowali z nim między innymi Killer Kowalski, Gorilla Monsoon i George “The Animal” Steele. W 1968 uczestniczył w głównej walce pierwszej gali wrestlingu na hali sportowo-widowiskowej Madison Square Garden, osiem dni od jej otwarcia.
18 stycznia 1971 przegrał mistrzostwo w walce przeciwko Ivanowi Koloffowi. 10 grudnia 1973 odzyskał tytuł pokonując ówczesnego posiadacza, Stana Stasiaka. Tym samym został pierwszym zawodnikiem, który zdobył WWWF Heavyweight Championship więcej, niż raz. 1 maja 1977 stracił tytuł przegrywając walkę przeciwko Superstarowi Billy’emu Grahamowi.

### World Wrestling Federation (1979–1987)

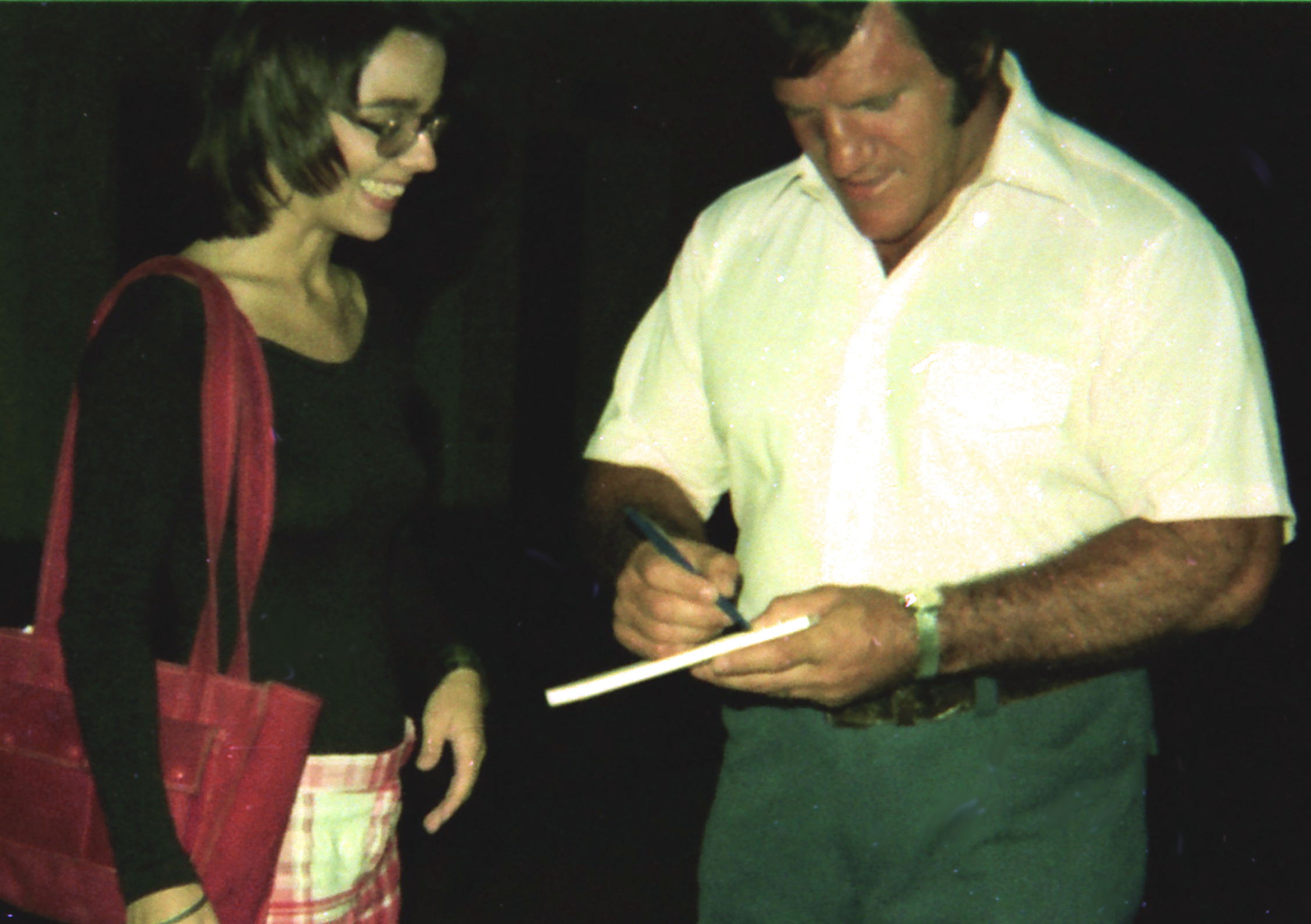
Bruno Sammartino piszący swój autograf dla fanki i przyszłej kulturystki, Kathy Segal w 1974

W 1979 firma World Wide Wrestling Federation została przemianowana na World Wrestling Federation (WWF).
Sammartino był komentatorem w programach telewizyjnych WWF Championship Wrestling i WWF Superstars of Wrestling.
9 sierpnia 1980 pokonał swojego dawnego protegowanego, Larrego Zbyszko, w stalowej klatce na stadionie Shea Stadium w Nowym Jorku. Walkę oglądało ponad 35 tysięcy widzów na trybunach. W 1981 ogłosił przejście na emeryturę i zaczął odgrywać rolę dziennikarza, często partnerując Vince’owi McMahonowi. Wkrótce jednak wrócił do walk, tworząc tag team ze swoim synem, Davidem Sammartino. W latach 80. XX wieku rywalizował z “Rowdy” Roddym Piperem, “Macho Manem” Randym Savage’em i The Honky Tonk Manem.
7 kwietnia 1986 wziął udział w swojej pierwszej i jedynej gali z serii WrestleMania, we WrestleManii 2 – walczył w wygranej przez André the Gianta bitwie typu Battle Royal z udziałem dwudziestu zawodników.
29 sierpnia 1987 wziął udział w swojej ostatniej walce. Był to Tag Team match. On i Hulk Hogan pokonali King Konga Bundy’ego i One Man Ganga. WWF uznaje ten pojedynek za przekazanie pochodni Hoganowi przez Sammartino.

### Po zakończeniu kariery zawodnika

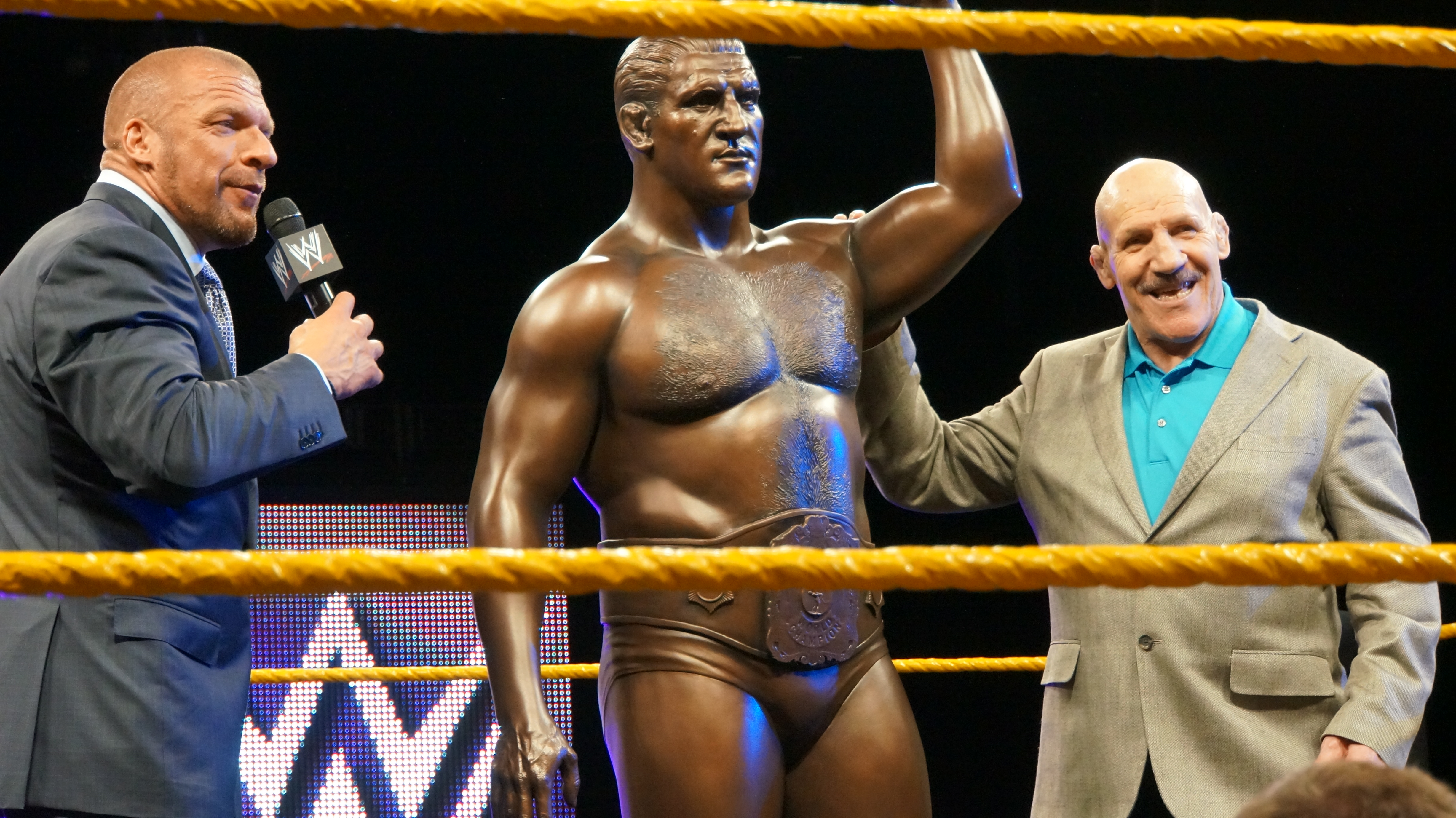
Triple H (z lewej) prezentujący Bruno Sammartino (z prawej) przedstawiający go posąg z brązu

W latach 1990–1991 był komentatorem w organizacji wrestlingu Universal Wrestling Federation Herba Abramsa. 25 października 1992 wystąpił gościnnie w roli komentatora na gali World Championship Wrestling, Halloween Havoc.
W 2004 i w 2005 zaproponowano mu dołączenie do WWE Hall of Fame, ale odmówił.
Pojawiał się na konwentach WrestleReunion. Na jednym z nich, 27 sierpnia 2005, Diamond Dallas Page walczył w ringu z Larrym Zbyszko o spędzenie pięciu minut z Bruno Sammartino. Page znokautował Zbyszka, a potem położył go na sobie aby zostać przypiętym i przegrać. Page i Sammartino chcieli żeby Zbyszko wygrał, aby Sammartino mógł się do niego zbliżyć i go udusić.
16 września 2006 i 30 marca 2007 wystąpił gościnnie w Ring of Honor w celu promocji organizacji.
6 kwietnia 2013 został dołączony do WWE Hall of Fame. Jego wprowadzającym był Arnold Schwarzenegger.
3 kwietnia 2014 wystąpił na konwencie WrestleMania Axxess, gdzie Triple H odsłonił posąg z brązu przedstawiający Bruno Sammartino.
28 marca 2015 wprowadził do WWE Hall of Fame Larrego Zbyszko.

## Życie prywatne

### Rodzina
Sammartino poślubił Carol Teyssier w 1959 i miał z nią trzech synów: Davida i bliźnięta Daniela oraz Darryla. Jego syn, David Sammartino, też został wrestlerem i przez krótki czas tworzył z ojcem tag team.

### Problemy zdrowotne
Od 12 roku życia miał problemy z sercem, które uszkodził sobie gdy miał gorączkę reumatyczną. Na kilka lat przed śmiercią dowiedział się, że jedna z jego zastawek serca nie funkcjonuje prawidłowo. W swoich ostatnich latach życia cierpiał też na choroby nóg.

## Śmierć
Zmarł 18 kwietnia 2018 z powodu choroby serca, która doprowadziła do niewydolności wielonarządowej. Śmierć nastąpiła w mieście Pittsburgh w Pensylwanii, gdzie został pochowany na cmentarzu Christ Our Redeemer Catholic Cemetery.

## Inne media

### Filmografia
| Film lub serial       | Rola           | Rok  | Informacje dodatkowe |
| --------------------- | -------------- | ---- | -------------------- |
| Saloonatics           | Vito Farrelli  | 2002 | Direct-to-video      |
| Tribeca               | Dostawca pizzy | 1993 | Odcinek 6            |
| Trzaskające się ciała | On sam         | 1986 |                      |
| Źródło: Cagematch.net |                |      |                      |

### Gry komputerowe
Jego postać pojawiła się w czterech grach. Były to kolejno: Giant Gram 2000: All Japan Pro Wrestling 3 (DC, 2000), Legends Of Wrestling II (GC, Xbox, PS2, 2002), Showdown: Legends of Wrestling (Xbox, PS2, 2004) i WWE 2K14 (Xbox360, PS3, 2013).

## Mistrzostwa i osiągnięcia
- Maple Leaf Wrestling

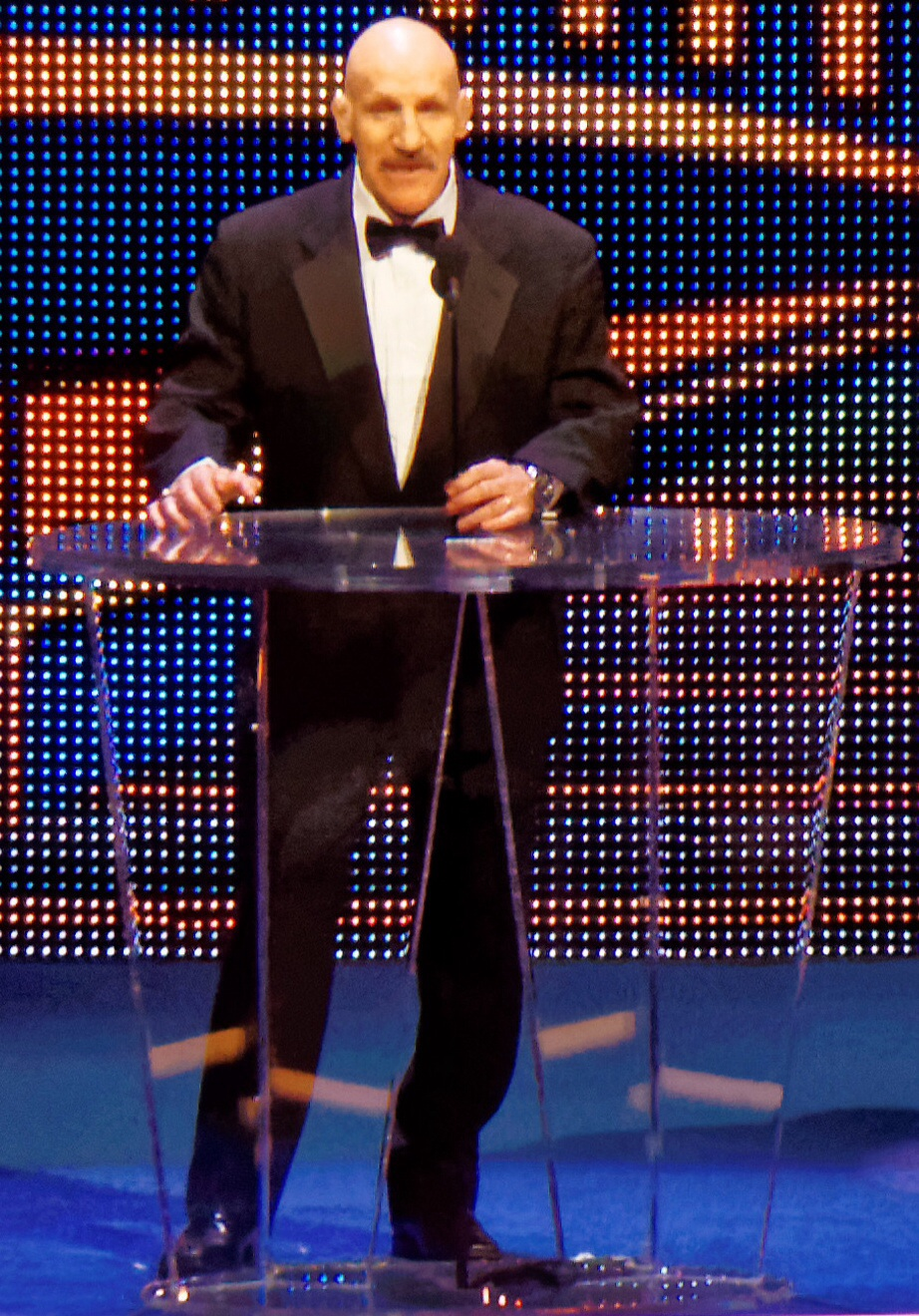
Bruno Sammartino na gali WWE Hall of Fame w 2015, gdzie wprowadził Larrego Zbyszko, sam będąc już członkiem Hall of Fame od 2013

  - NWA International Tag Team Championship (wersja Toronto) (1 raz) – z Whipperem Billym Watsonem
  - NWA Toronto United States Heavyweight Championship (1 raz)
- World Wrestling Association
  - WWA World Tag Team Championship (1 raz) – z Dickiem the Bruiserem
- World Wide Wrestling Federation
  - WWWF Heavyweight Championship (2 razy)
  - WWWF International Tag Team Championship (2 razy) – z Dominic'iem DeNucci (1 raz) i z Battmanem (1 raz)
  - WWWF United States Tag Team Championship (1 raz) – z Spirosem Arionem
- World Wrestling Entertainment
  - WWE Hall of Fame (2013)
- Pro Wrestling Illustrated
  - Zawodnik roku (1974)
  - Najbardziej inspirujący zawodnik roku (1976)
  - PWI Editor's Award (1981)
  - Stanley Weston Award (1981)[1]
- Professional Wrestling Hall of Fame and Museum
  - Wprowadzony w 2002[14]
- Wrestling Observer Newsletter
  - Najlepszy feud (1980) z Larrym Zbyszko
  - Wrestling Observer Newsletter Hall of Fame (1996)[1]